# ملينيوم بي سي بي
البنك التجاري البرتغالي ، هو بنك برتغالي تأسس في عام 1985 وهو أكبر بنك خاص في البلاد. هو عضو في مؤشر يورونكست 100 ومديرها التنفيذي الحالي ميغيل مايا دياس بينهيرو. يقع مقره في بورتو ، ولكن يقع مقر عملياتها في أويراس ، لشبونة الكبرى . وهي تدير علامة تجارية تابعة للفروع تمت تسميتها في عام 2004 باسم ملينيوم بي سي بي وكذلك بنك بي سي بي و اكتيفوبنك .
لديها ما يقرب من 4.3 مليون عميل في جميع أنحاء العالم وأكثر من 695 فرعا في البرتغال. تم تصنيفه في المرتبة 1623 في عام 2017. 

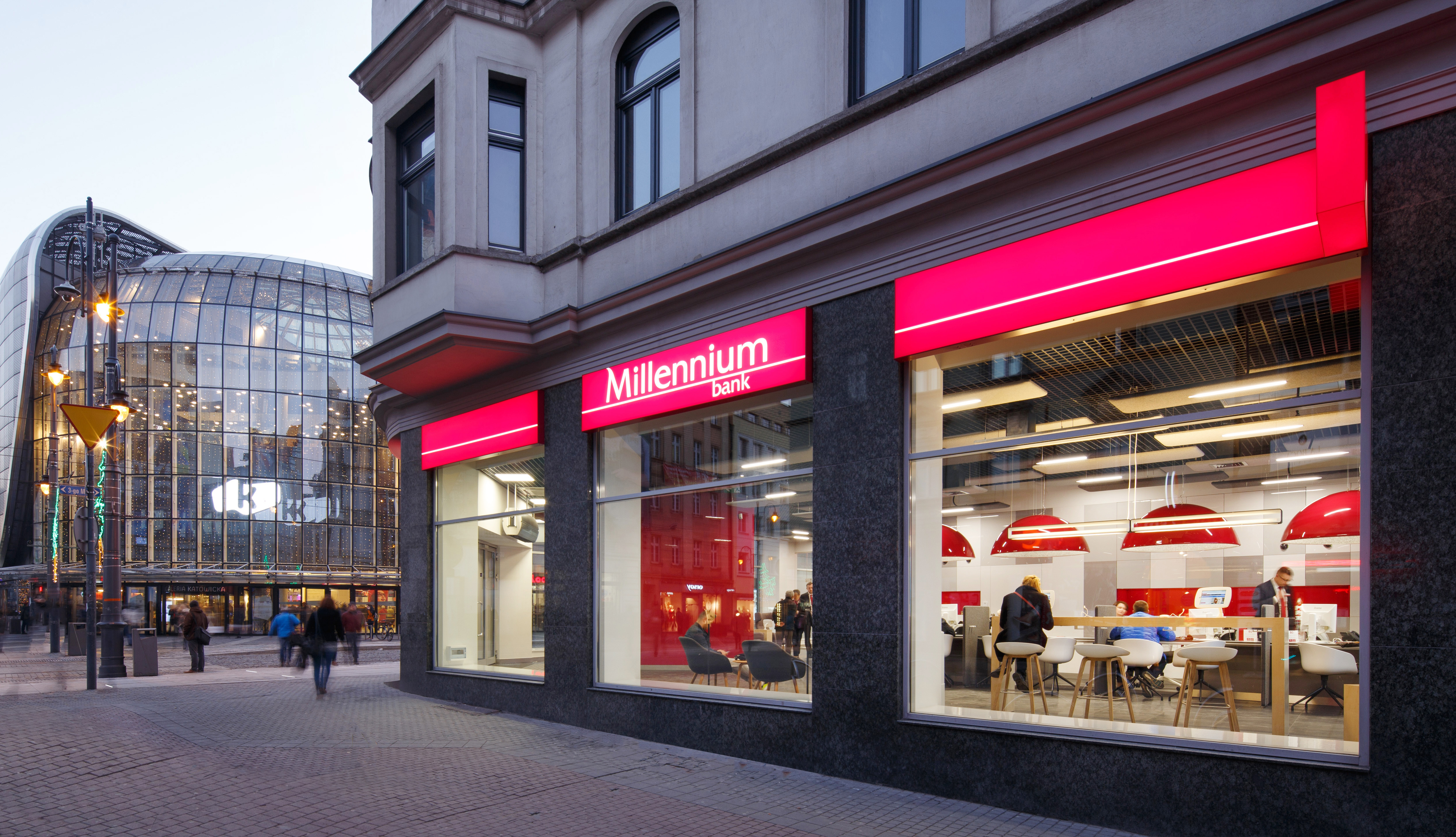
فرع لبنك ميلينيوم في بولندا

## روابط خارجية
- الموقع الرسمي
- بنك ميلينيوم (بولندا)
- ميلينيوم بيم (موزمبيق)
- ميلينيوم للخدمات المصرفية الخاصة (سويس)